# Nijmeegse scooterzaak

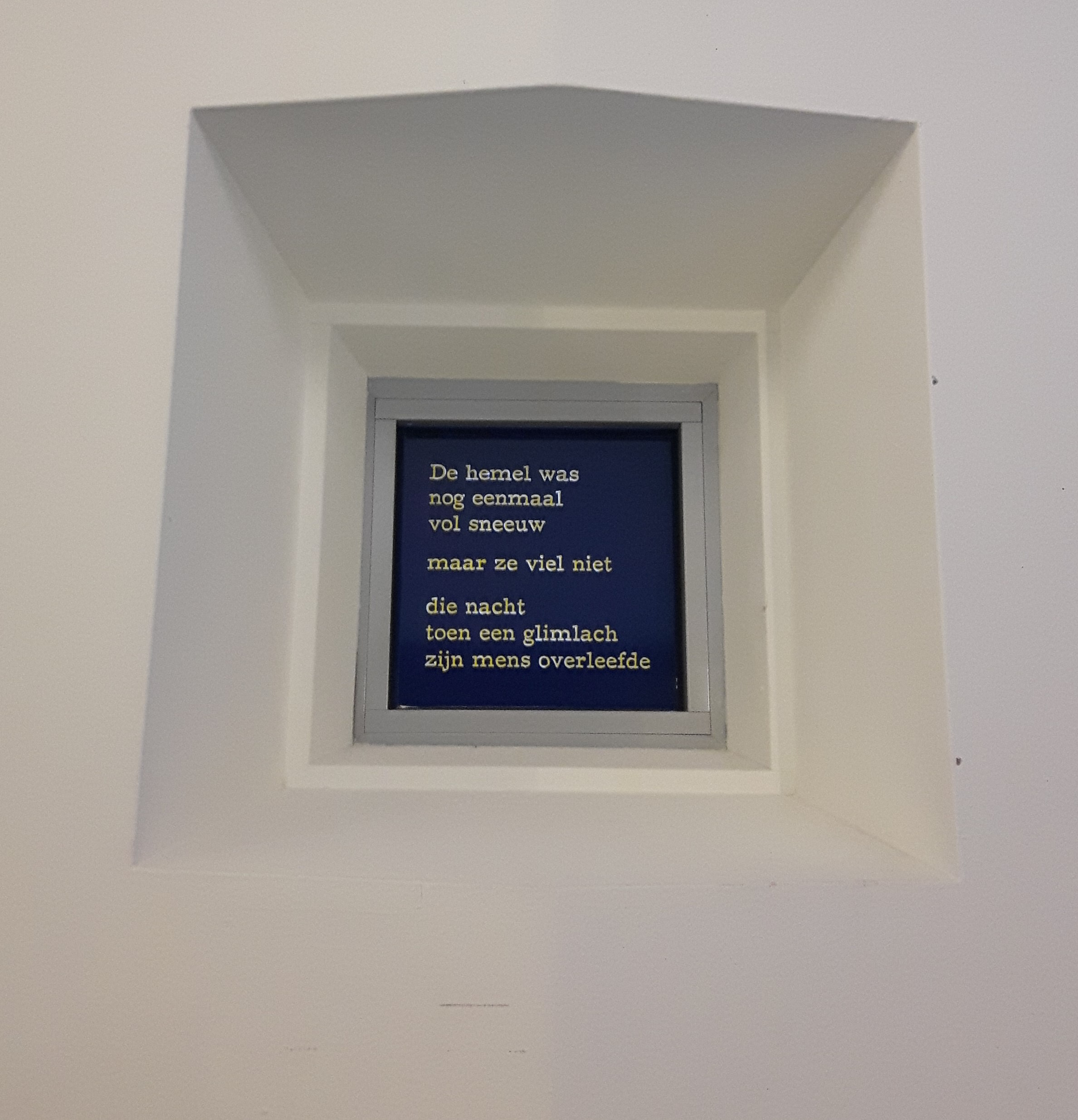
Gedicht in LUX ter nagedachtenis aan Mario van de Geijn

De Nijmeegse scooterzaak is een strafzaak in Nederland die liep tussen 2010 en 2018. Na een fatale aanrijding met een voetganger in Nijmegen, bleven beide verdachten elkaar aanwijzen als bestuurder van de scooter waardoor, naast tegenstrijdige getuigenverklaringen, niet kon worden vastgesteld wie de bestuurder was. In 2013 volgde hierdoor een vrijspraak maar in hoger beroep werden beiden voor dood door schuld veroordeeld wat in 2018 door de Hoge Raad bevestigd werd. Over de strafzaak werd een 2Doc gemaakt die in februari 2019 werd uitgezonden.

## Aanleiding
Op de avond van 15 januari 2010 veroorzaakten Mohamed el G. en Mohamed A. een ongeluk met fatale afloop op de Canisiussingel in het centrum van de Nederlandse stad Nijmegen. De twee wilden een overval plegen op het hotel Belvoir maar sloegen op de vlucht toen de politie hen aan wilde houden omdat het achterlicht defect was. Met hoge snelheid en gedoofde lichten reden ze op een door hen gestolen scooter zigzaggend tegen het verkeer in. Op een zebrapad schepten ze voetganger Mario van de Geijn uit Arnhem, die enige uren later aan zijn verwondingen overleed.

## Rechtszaak
De rechtbank veroordeelde Mohammed el G., de oudste verdachte, tot acht jaar cel voor het voorbereiden van de overval én het dodelijke ongeval. Zijn handlanger werd voor zijn aandeel in de mislukte overval veroordeeld tot 16 maanden gevangenisstraf, maar vrijgesproken van het (medeplegen van) doodslag.

### Hoger beroep
El G. ging in hoger beroep tegen de straf. Hij beweerde dat niet hij, maar Mohamed A. de scooter bestuurde. Het hof in Arnhem sprak vervolgens beide verdachten vrij van doodslag, omdat niet bewezen kon worden wie reed. Wel kregen de mannen 24 en 18 maanden celstraf voor onder meer het voorbereiden van de overval.

### Cassatie
Het Openbaar Ministerie tekende cassatie aan tegen de 'teleurstellende en onbevredigende' straf. De Hoge Raad oordeelde dat de zaak opnieuw moest worden behandeld en stuurde die terug naar het gerechtshof in Den Bosch. Volgens de Hoge Raad konden bestuurder en bijrijder beiden medepleger zijn aan de dood van de voetganger.

### Hoger beroep na cassatie
De zaak werd opnieuw in hoger beroep behandeld. Het gerechtshof in Den Bosch veroordeelde in juni 2016 beide mannen voor het medeplegen van dood door schuld in het verkeer. Beide verdachten tekenden cassatie aan.

### Tweede cassatie
In februari 2018 achtte de Hoge Raad de cassatie van een van de verdachten niet-ontvankelijk. In het andere geval oordeelde de hoogste rechter van Nederland dat de aangevoerde argumenten niets afdoen aan het oordeel van het gerechtshof in Den Bosch. Daarmee werden beide gevangenisstraffen definitief.